# Franjevački samostan sv. Pavla u Nedžarićima
Franjevački samostan sv. Pavla u Nedžarićima, jedna od kuća Franjevačke provincije Bosne Srebrene, nalazi se u Nedžarićima u Sarajevu. Jedan je od triju samostana ove franjevačke provincije u Sarajevu, uz onaj na Bistriku i u Kovačićima. Samostan je posvećen sv. Pavlu. Nalazi se u Aleji Bosne Srebrene 111, Sarajevo.

## Namjena
U zgradi na Nedžarićima nalazi se franjevačka teologija koja je izgrađena 1968. godine. U zgradi je i bogoslovija. S franjevcima s Kovačića napravljena je ovakva razdioba: teologija i profesori su na Nedžarićima, a u Kovačićima je otvoren Franjevački studentski dom u kojem je danas 110 studenata iz cijele Bosne i Hercegovine, Hrvatske, Srbije i okolnih zemalja, studenata sarajevskog sveučilišta.
Na Nedžarićima je jedno od skladišta Provincije, iz kojeg se dijeli sva prikupljena materijalna pomoć u hrani, namještaju i drugim potrepštinama.

## Poveznice
- Franjevački samostan sv. Ante na Bistriku
- Franjevački samostan Uzvišenja Sv. Križa i svetište sv. Nikole Tavelića u Sarajevu

## Vanjske poveznice
- Franjevačka provincija Bosna Srebrena  Arhivirana inačica izvorne stranice od 15. rujna 2016. (Wayback Machine) Sarajevo / Nedžarići – samostan sv. Pavla - Filozofsko-teološko učilište, Župa Dobrinja